# Ludo Cox
Ludo Cox is een Vlaams televisie- en filmregisseur.
Zijn bekendste televisieproductie was de televisieshow De Droomfabriek dat van 1992 tot 1997 liep in een presentatie van Bart Peeters eerst met Paskal Deboosere, in latere seizoenen met Rani De Coninck en Sabine De Vos.
Zijn bekendste realisatie is de film Oesje! uit 1997. Deze film met Chris Van den Durpel in de rol van zijn typetje Kamiel Spiessens en Geena Lisa, Jaak Van Assche en Gert Jan Dröge was de op zes na meest succesvolle Belgische film aller tijden en lokte 670.609 toeschouwers naar de bioscoopzalen.
Later volgde hij Chris Van den Durpel naar VT4 waar ze samen Chris & Co maakten.